# Dolors Palau Vacarisas
Dolors Palau Vacarisas (Terrassa, 15 de març de 1948 - Barcelona, 20 de gener de 1991) fou una periodista feminista catalana, especialitzada en l'àmbit de la cultura. Va treballar a diferents mitjans de comunicació, entre els quals el Diari de Barcelona, El Temps i el diari Avui.

## Biografia
Dolors Palau, en la seva curta vida professional, es va dedicar en especial a la cultura. Nascuda a Terrassa, estudià periodisme a Barcelona i a Pamplona. La cultura l'apassionava i s'hi va dedicar de diferents maneres. Una va ser mitjançant l'obertura de la llibreria El Mirall, al carrer de Provença de Barcelona, una de les llibreries que més atacs va rebre de la ultradreta. Després s'hi va dedicar com a periodista, treballant en la secció de cultura del Diari de Barcelona, en la seva etapa autogestionària, on es va incorporar l'any 1980, i aviat va ser elegida pels seus companys com a responsable d'aquesta secció. Va ser una de les promotores i col·laborades de les pàgines feministes que publicava el Diari de Barcelona. Ella, des de la seva responsabilitat professional, sempre va donar suport i difusió al moviment feminista i a totes les activitats creatives de les dones. Pocs dies després de deixar el rotatiu barceloní, l'any 1984, es va incorporar a l'Agència EFE de Barcelona, on va treballar prop de cinc anys com a responsable de l'àrea de cultura i espectacles. També va col·laborar a Liberación i Europa Viva, i va coordinar la secció de cultura de la revista valenciana El Temps. L'any 1989 va entrar a treballar com a cap de secció de cultura del diari Avui, on hi va ser fins que es va morir.
El seu fons personal es troba dipositat al CRAI Biblioteca del Pavelló de la República de la Universitat de Barcelona. Consta de documentació sobre temes de cultura (teatre, cinema, literatura, música, actes públics -exposicions-), moviment feminista, homosexualitat, moviment per a la pau, ecologisme, drets humans, infantesa, mitjans de comunicació i temes de llengua i cultura catalanes.